# Гроссман, Григорий Александрович
Григо́рий Алекса́ндрович Гро́ссман (наст. имя — Рувим Алтерович Гроссман; 25 июля 1863, село Павловка, Екатеринославская губерния — март 1932, Берлин) — российский журналист, публицист и переводчик.

## Биография
Григорий Александровия родился 25.07.1863 года в селе Павловка, Екатеринославской губернии. Учился в Оренбургской и Самарской гимназиях. В 1883 году поступил на юридический факультет Санкт-Петербургского университета. В 1887 году за участие в народнической организации арестован и сослан в Средне-Колымск. После ссылки эмигрировал за границу, посещал лекции в Бернском и Берлинском университетах. С 1893 года активно печатался в ряде российских газет и журналов («Мир божий», «Образование», «Северный курьер», «Наша жизнь») под псевдонимом Ковров. С 1906 года стал берлинским корреспондентом «Русских ведомостей», сменив Г. Б. Иоллоса.
С началом Первой мировой войны перебрался в Копенгаген, откуда продолжал корреспондентскую деятельность, впоследствии вернулся в Берлин.
По информации из некролога в рижской газете «Сегодня» в 1920-е годы перешёл на позиции «сменовеховцев», печатался в «Накануне», позднее — корреспондент советской «Правды» под псевдонимом Гамма. Скончался в марте 1932 года.
Автор статей в «Политической энциклопедии», издававшейся в 1900-х годах под редакцией Л. З. Слонимского. Переводил с немецкого языка книги на экономические и политические темы, в частности «Социализм и сельское хозяйство» Э.Давида.